# Сад рослин Тулузи
Сад рослин Тулузи (фр. Jardin des plantes de Toulouse) — ботанічний сад у місті Тулуза (Південь-Піренеї, Франція).

## Історія
Перший ботанічний сад в Тулузі був створений у 1730 році Товариством наук Тулузи і був розташований в районі Сен-Сернен. Проте якість землі було незадовільною, тому в 1756 році колекція була перенесена в сторону нинішньої вулиці Квітів. Цей другий сад був оточений стінами і з часом виявився занадто малим. У 1794 році, завдяки натуралісту Філіпу-Ісидору Піко де Лаперузу, сад був перенесений в те місце, де він знаходиться зараз.
На своєму третьому місці сад виріс у великий ботанічний сад, де найбідніші жителі міста могли збирати лікарські рослини, і де росло близько 1300 видів рослин, як місцевих, так і акліматизованих. Згідно з указом Наполеона від 27 липня 1808 року землі і будівлі саду передавалися місту. Під час  битви при Тулузі (10 квітня 1814 року) сад був використаний як артилерійська позиція. У 1885 році площа саду була злегка урізана через будівництво медичного факультету, але в той же час вона збільшилася в розмірах в бік Гранд-Алеї. У 1887 році до відкриття міжнародної виставки сад був перетворений в парк.

Сад
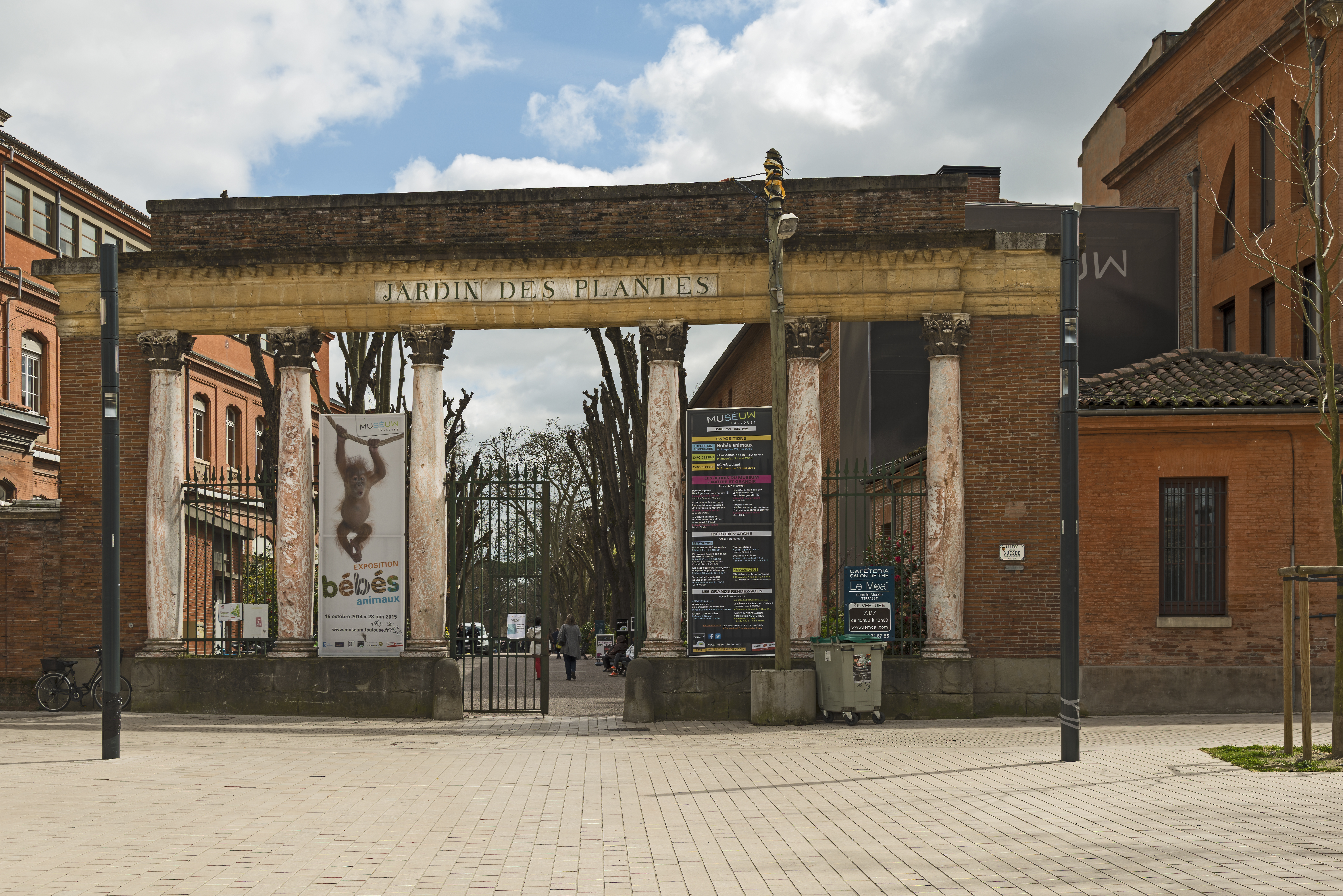
Вхід до саду
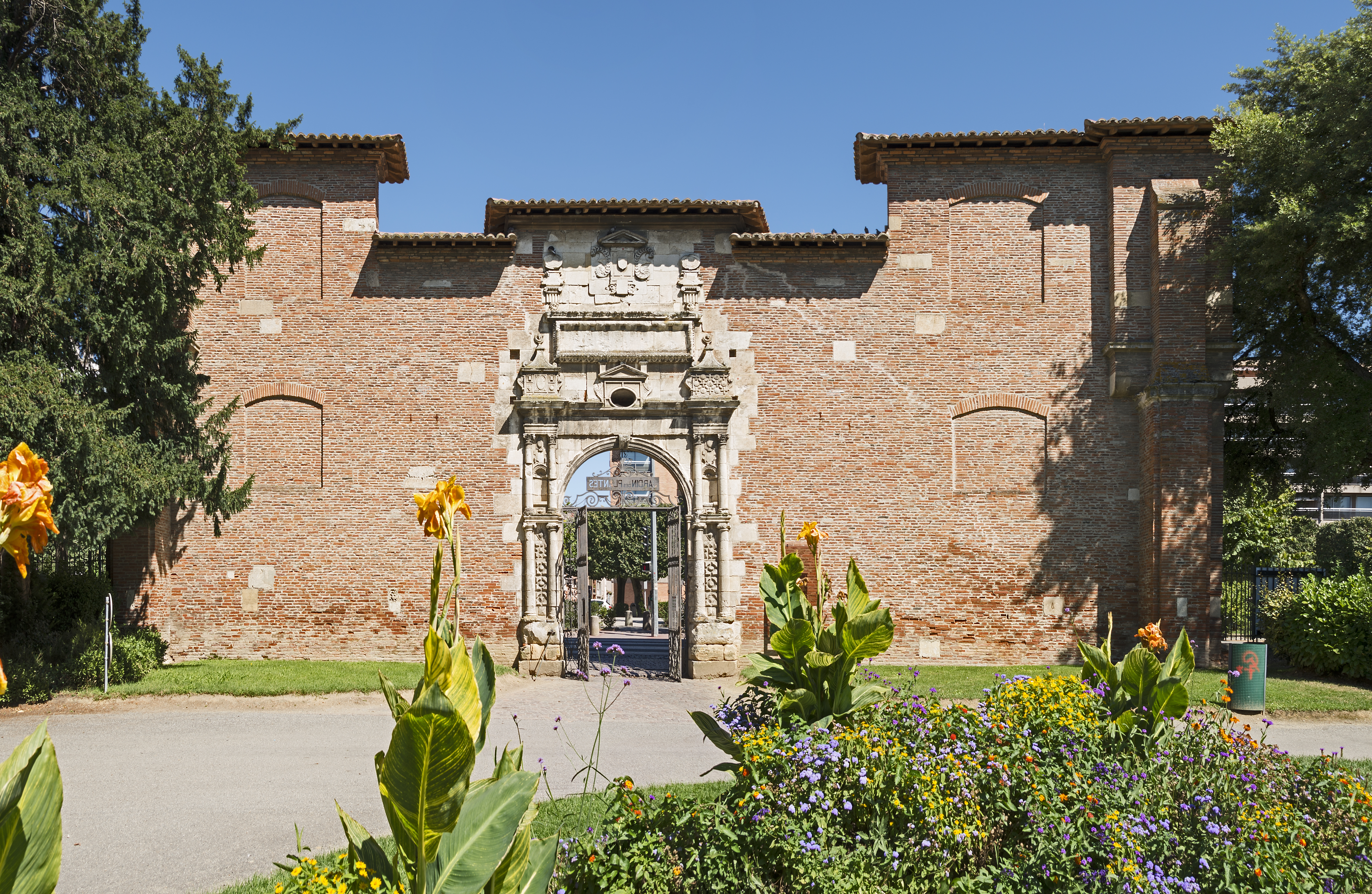
Антична брама
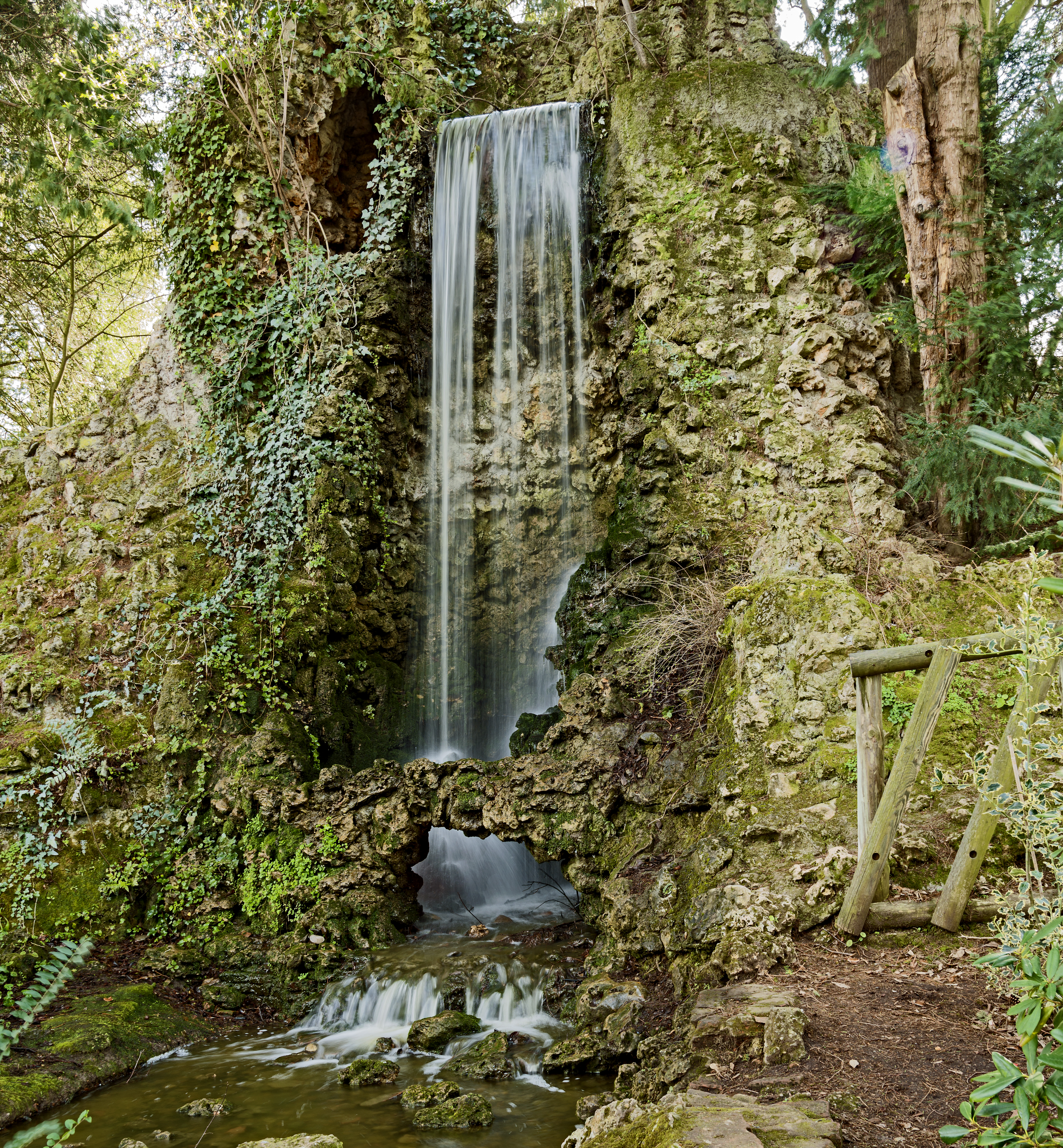
Каскад водоспадів
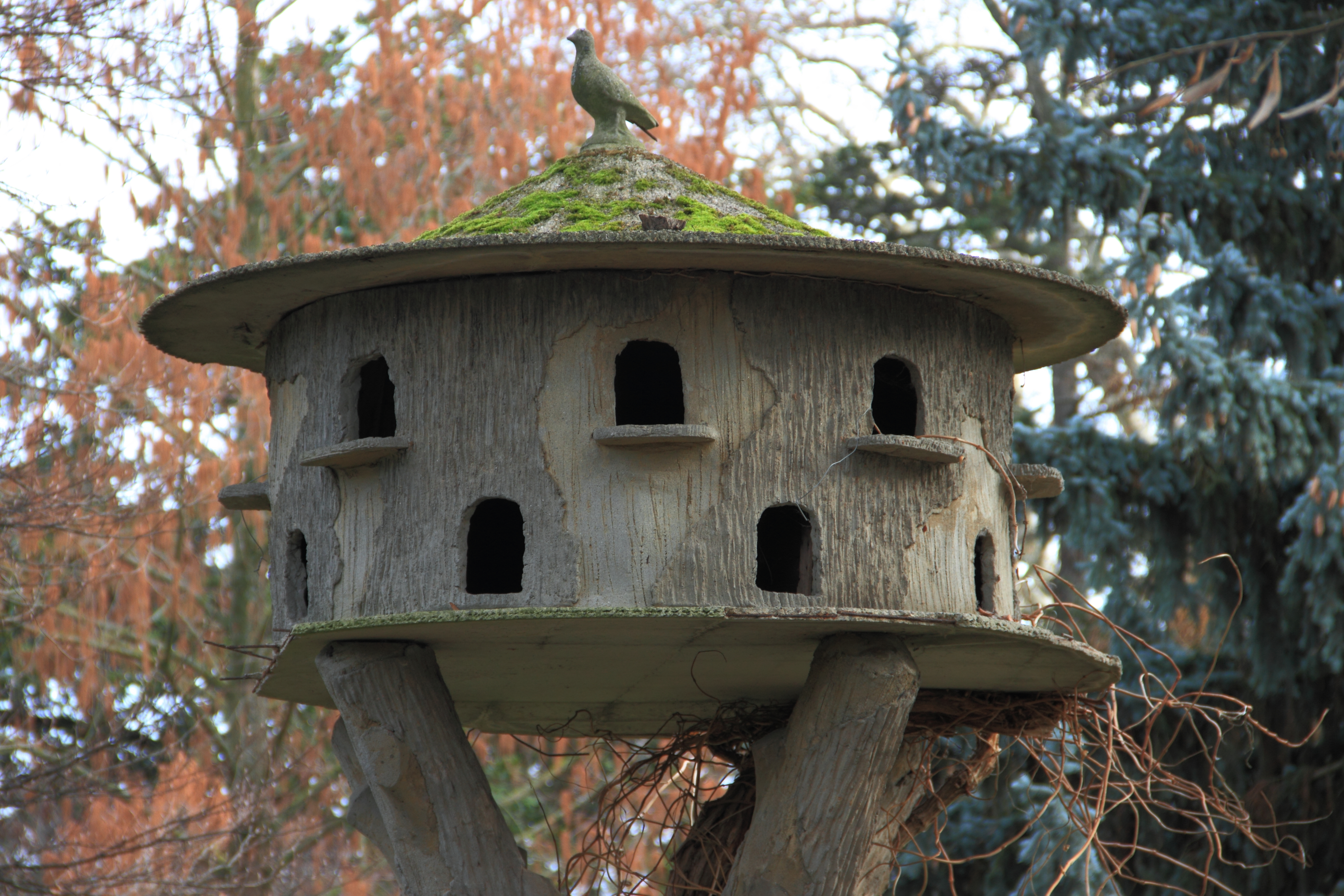
Будиночок для птахів
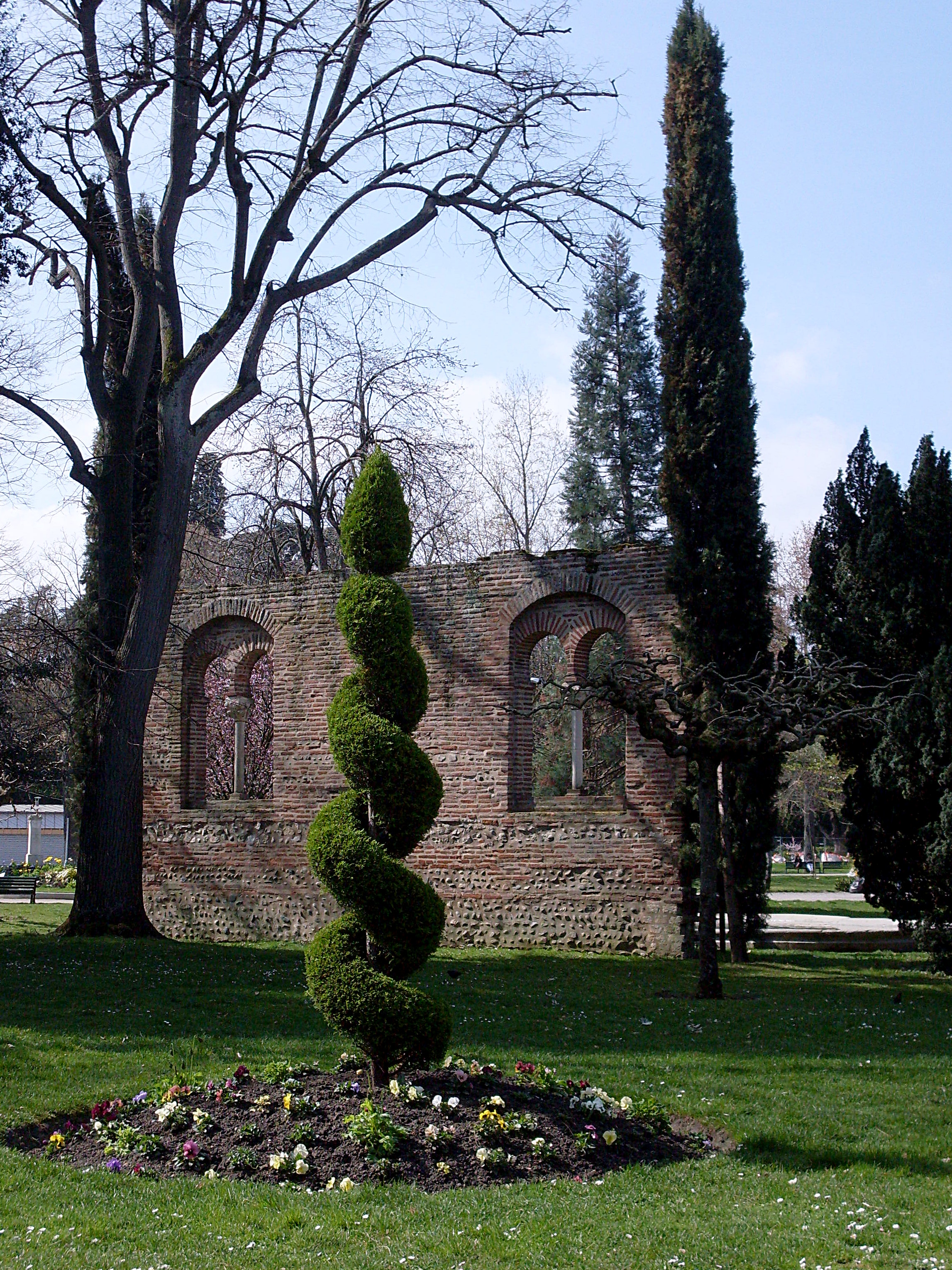
Зразок топіарного мистецтва

Скульптури
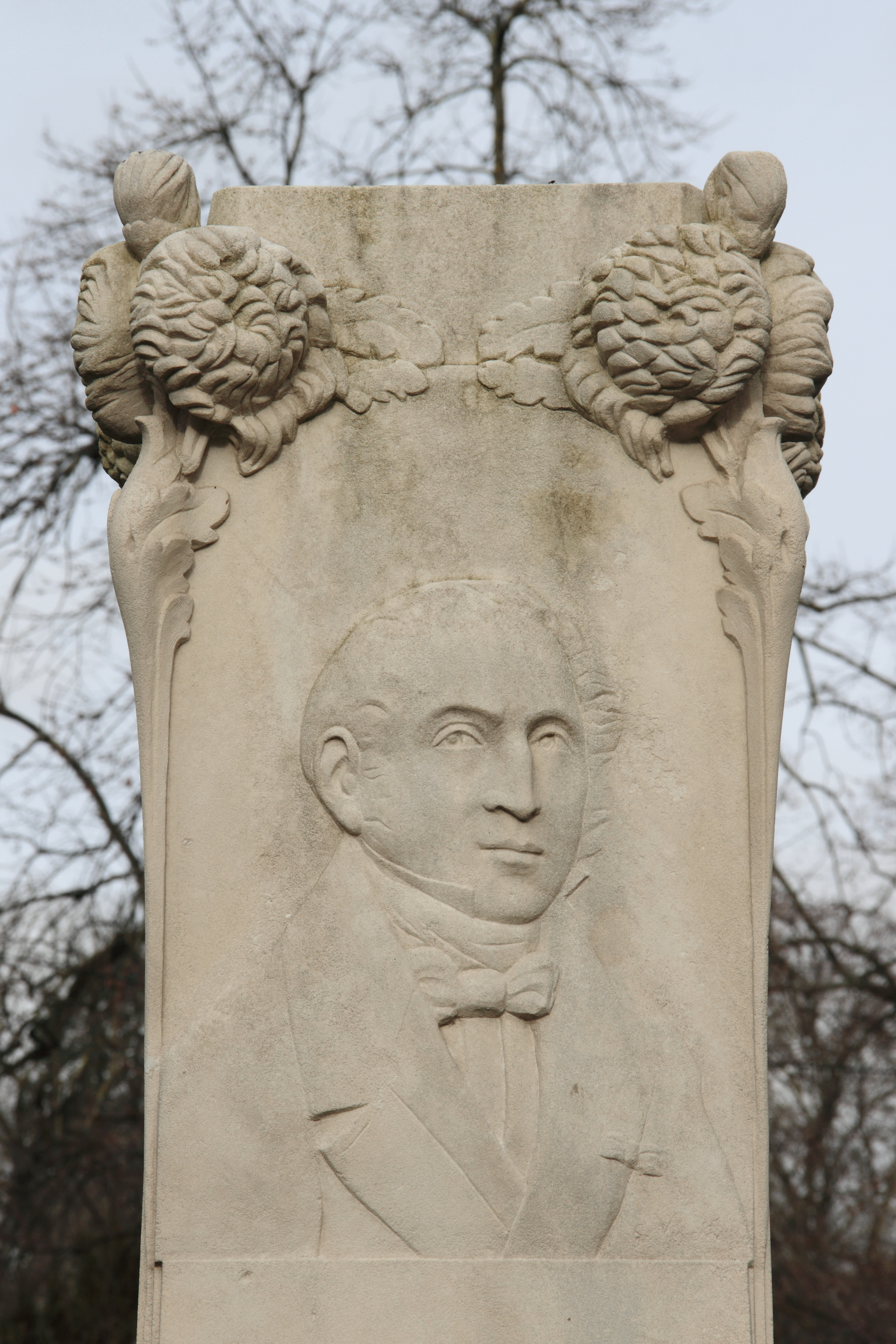
Меморіал «Капітан Бернет».
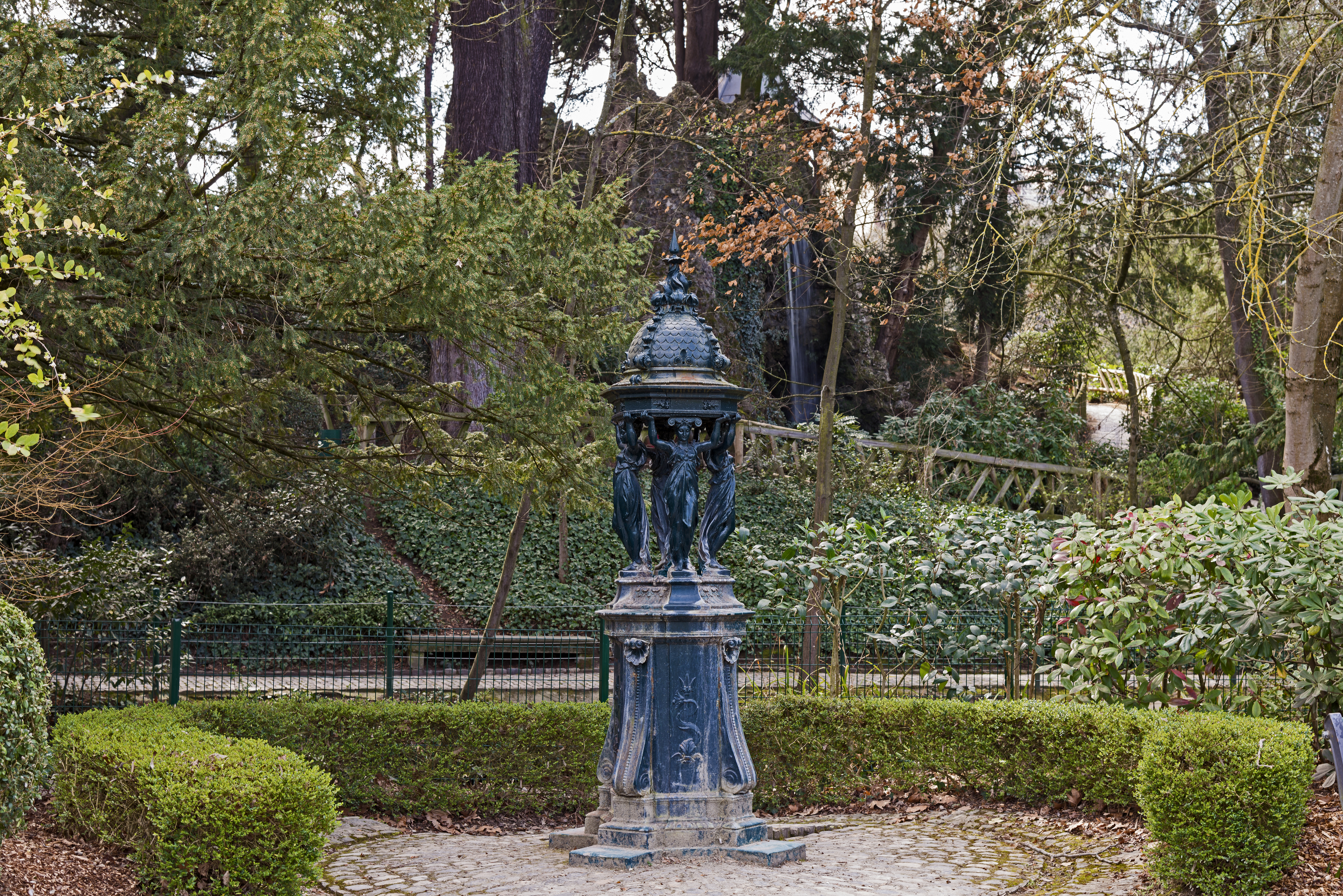
Фонтан Уоллес
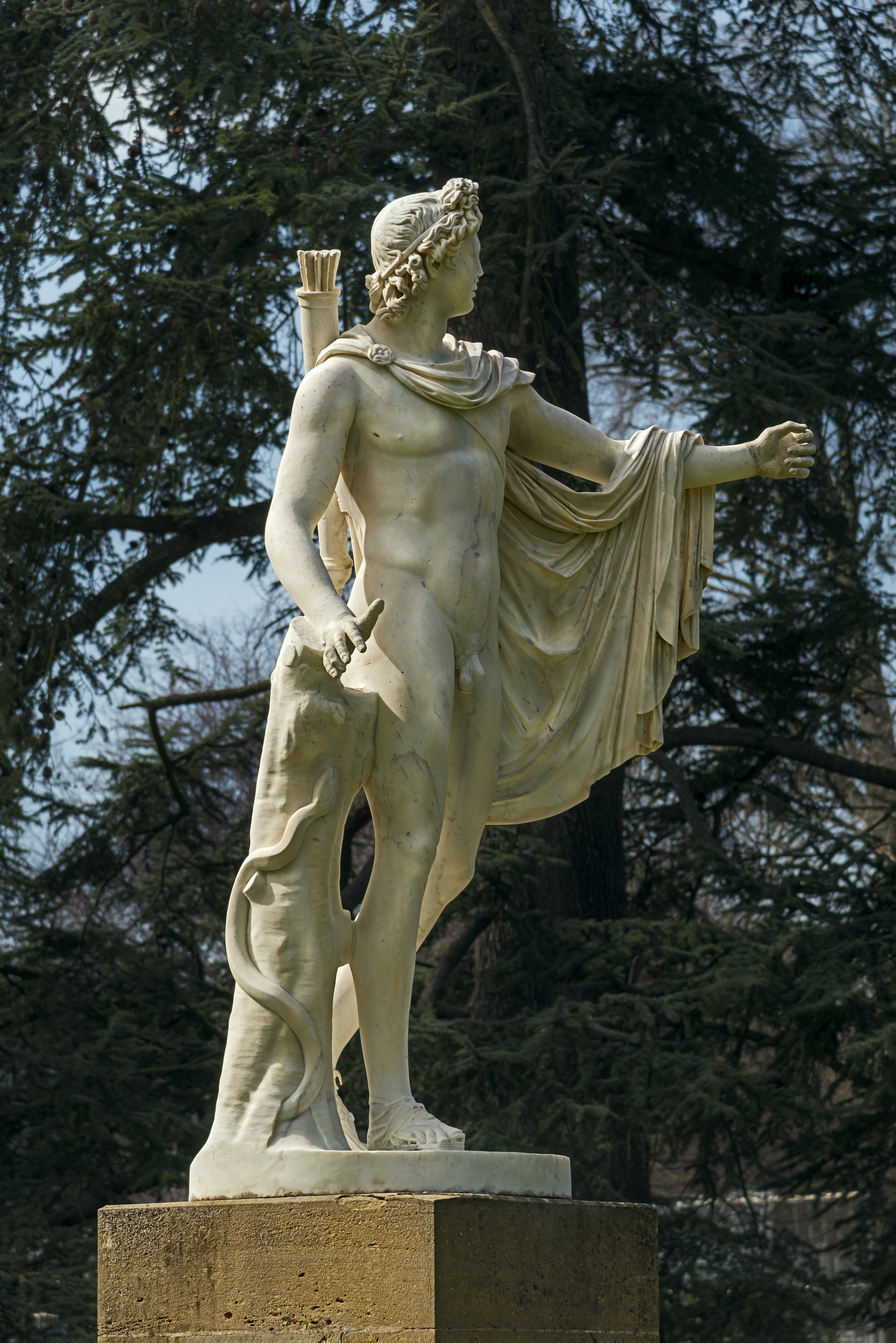
Аполлон
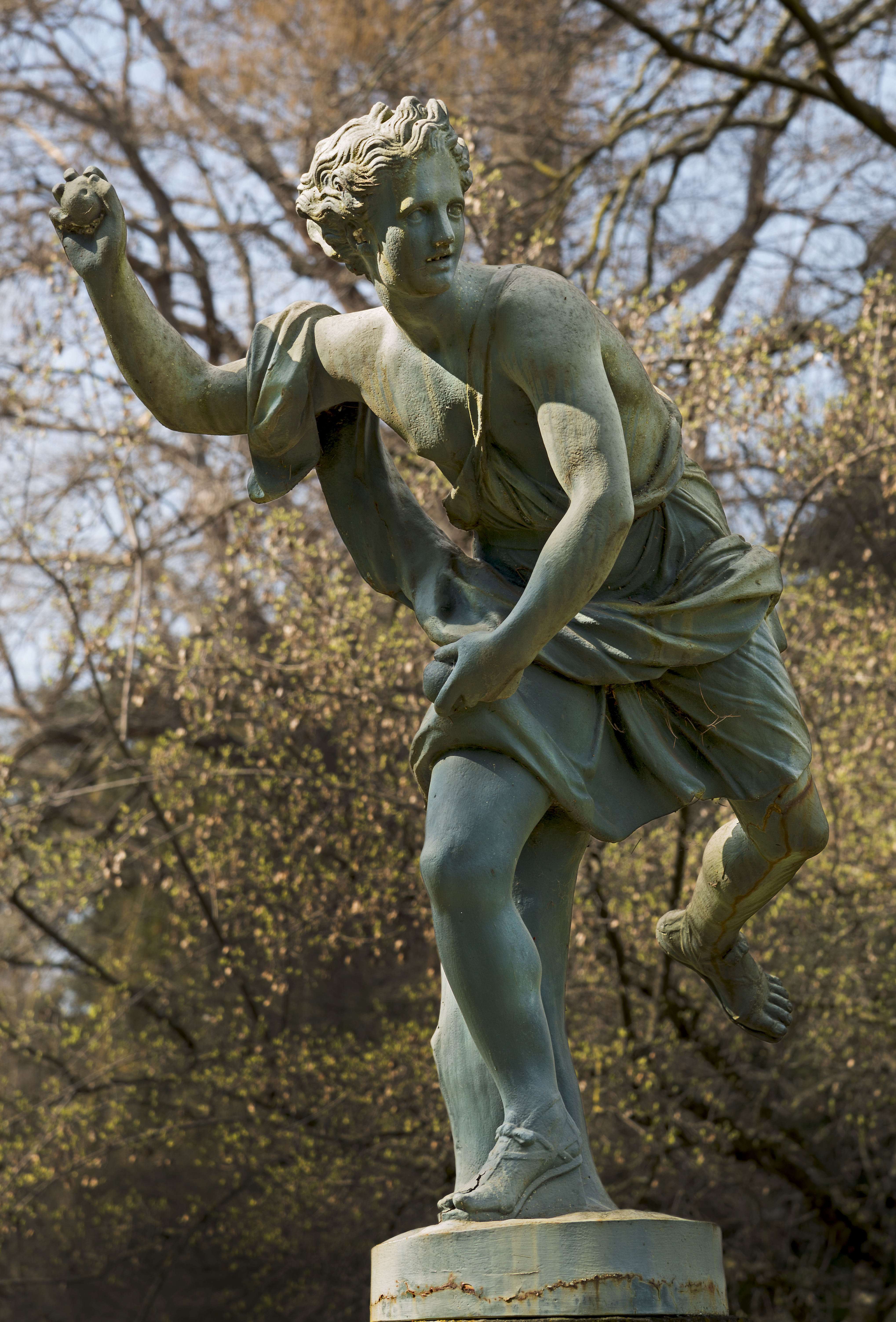
Гіппомен
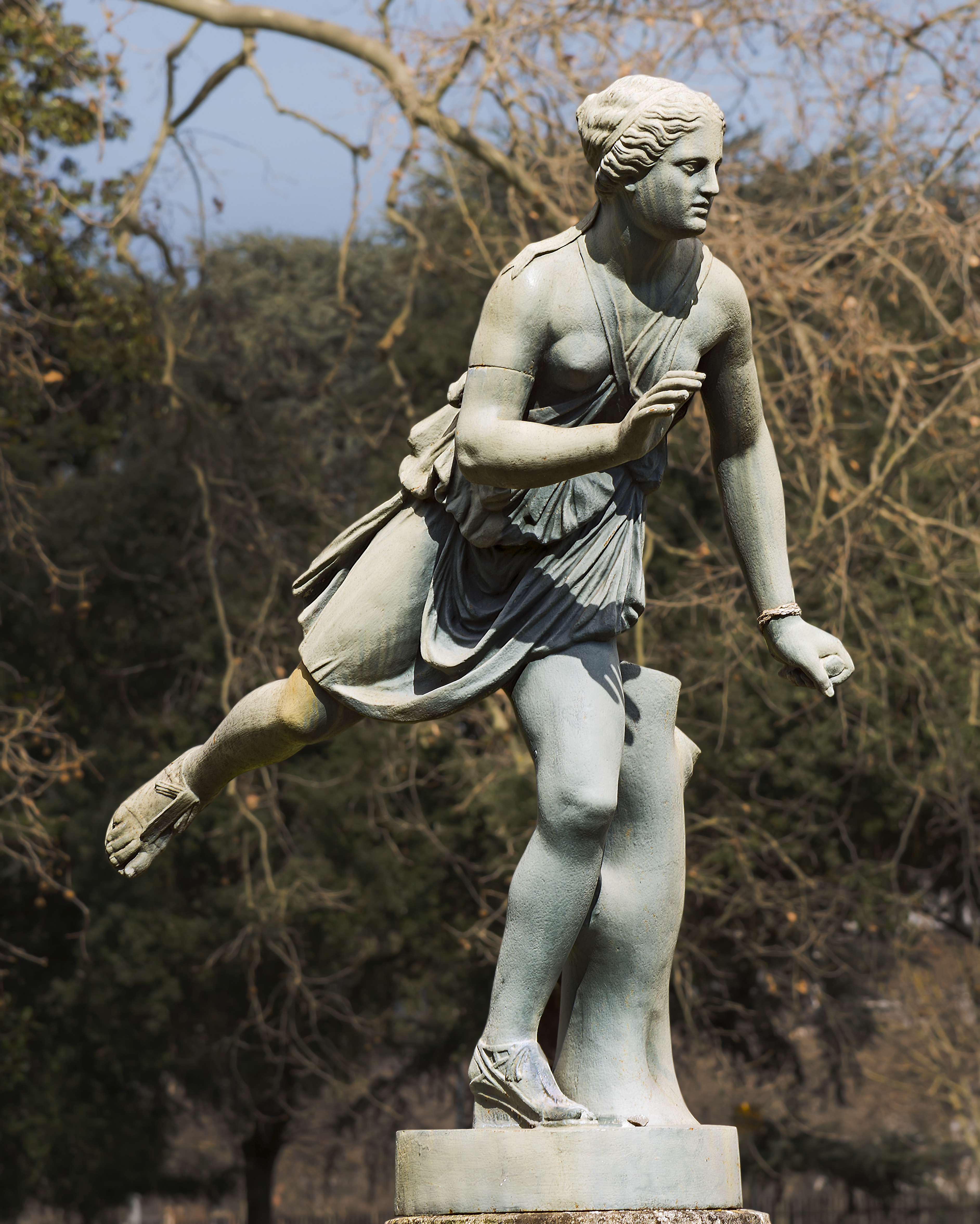
Аталанта
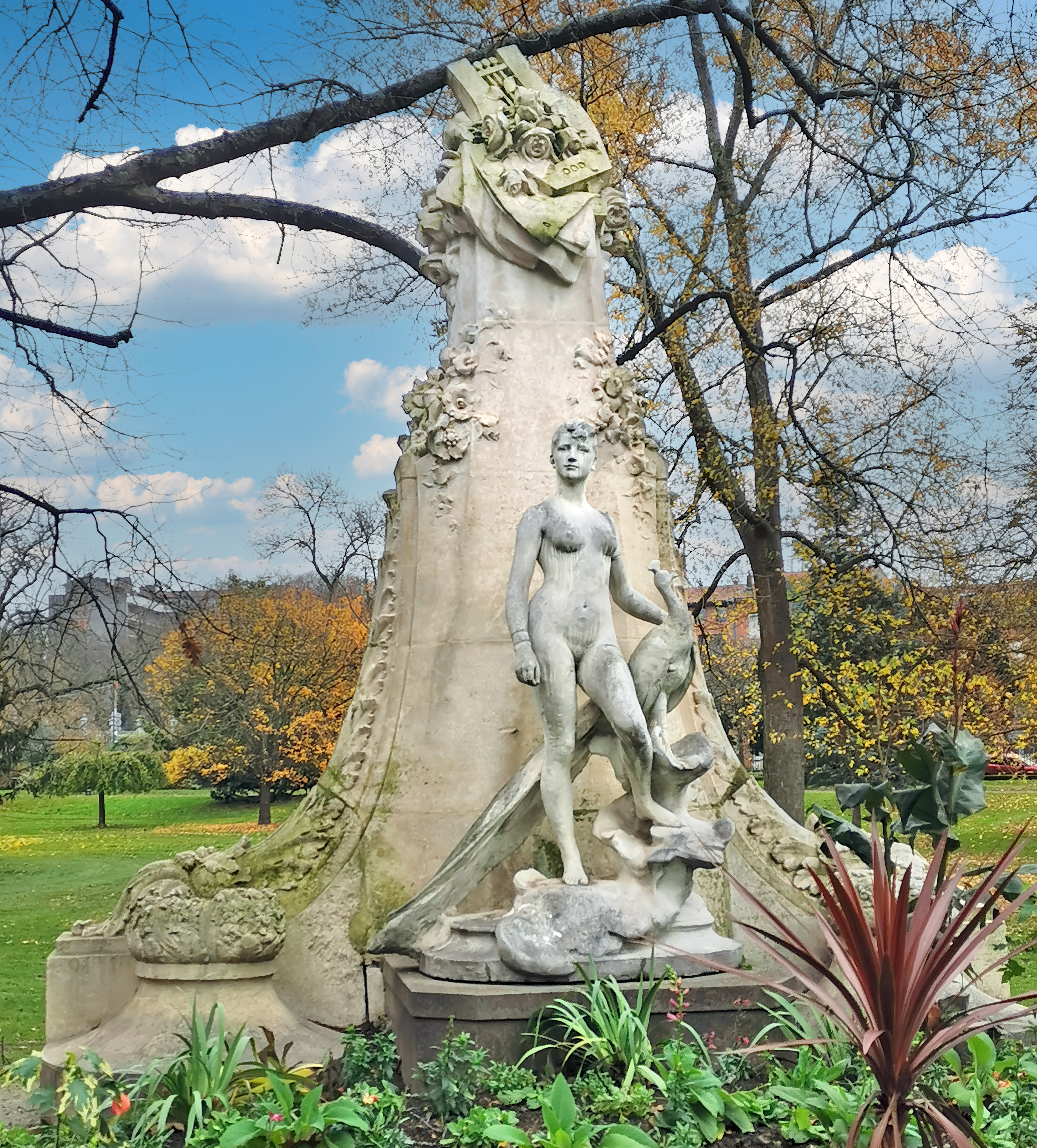
Жінка з павичем
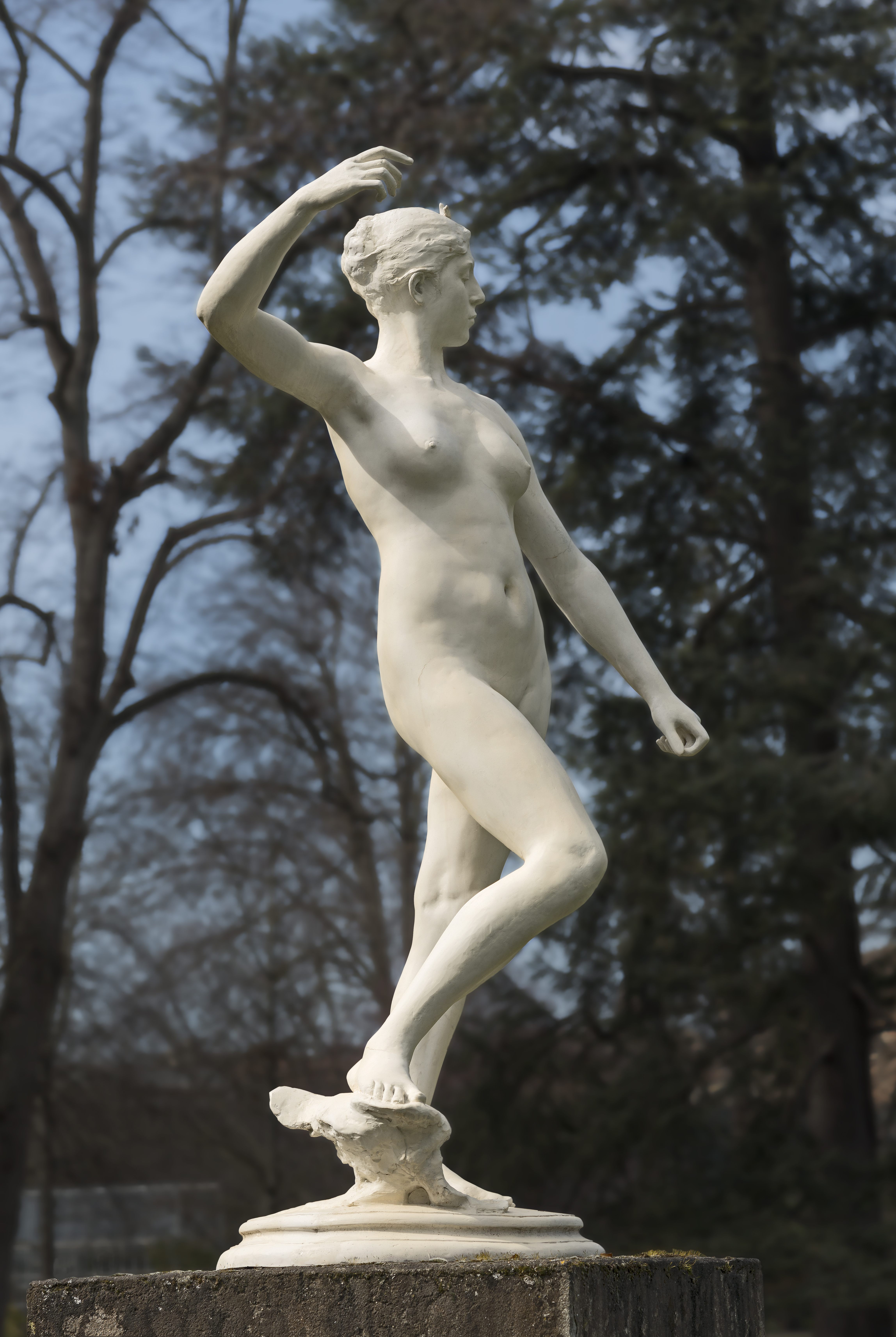
Діана
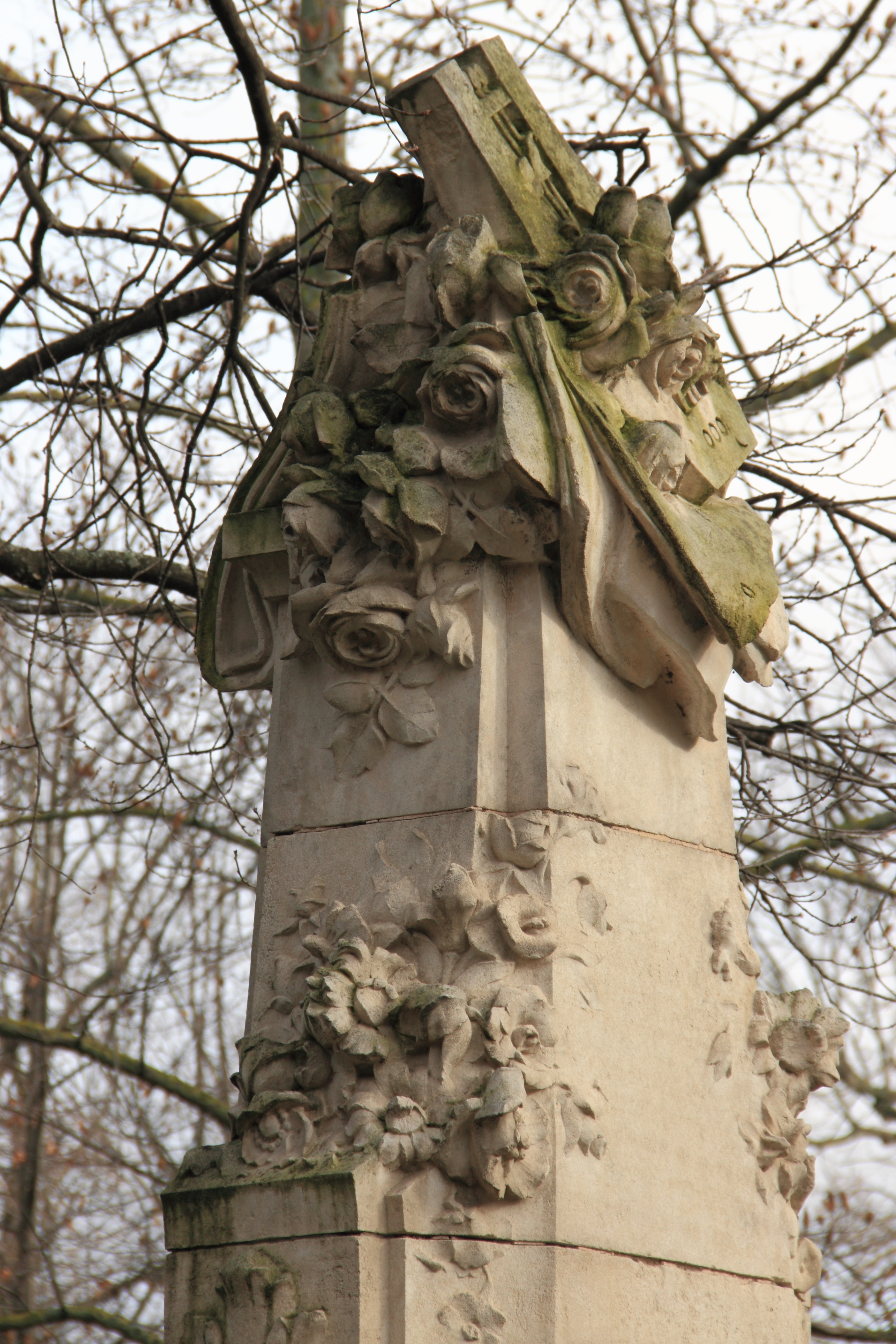
Сад рослин Тулузи

Рослини
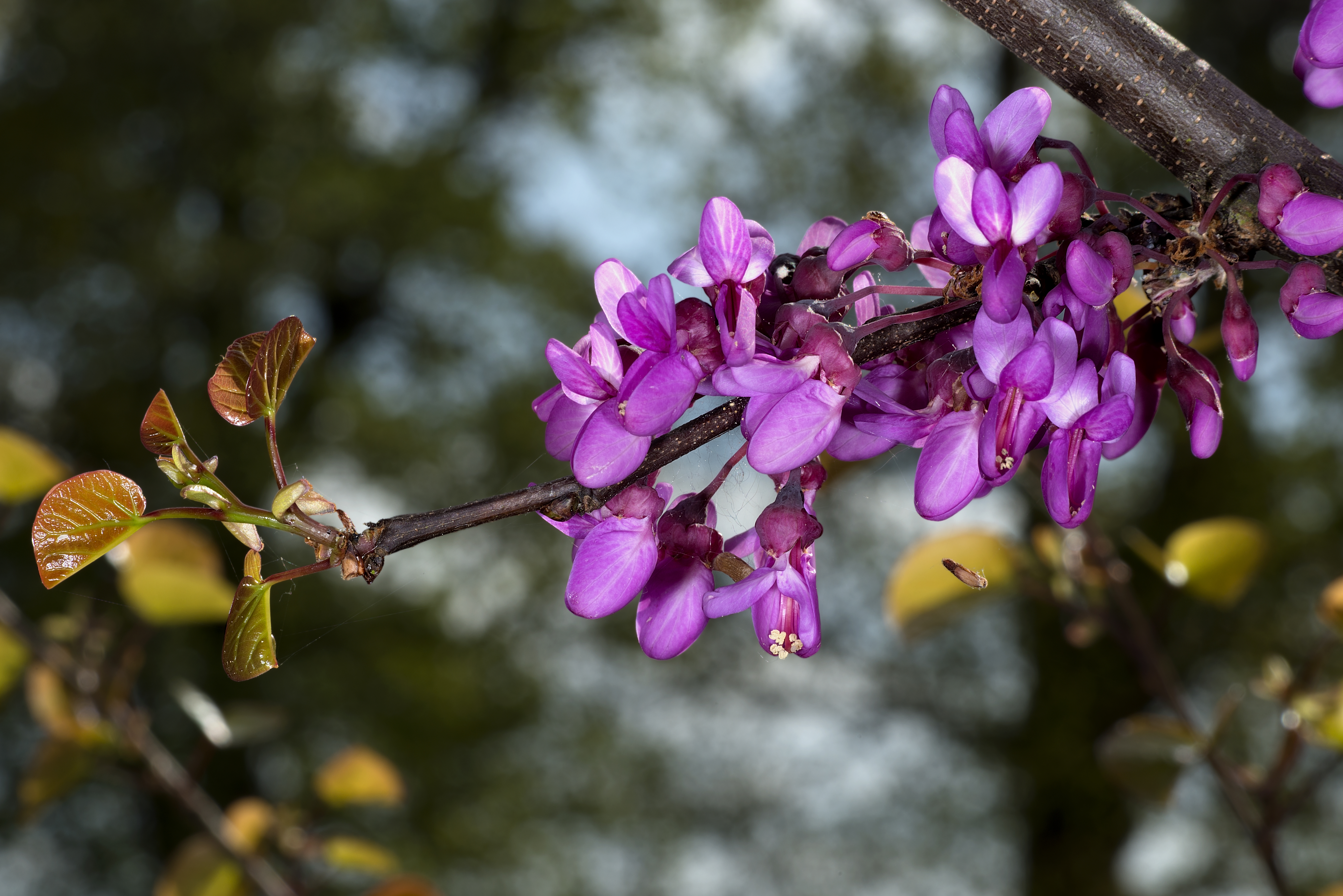
Cercis siliquastrum
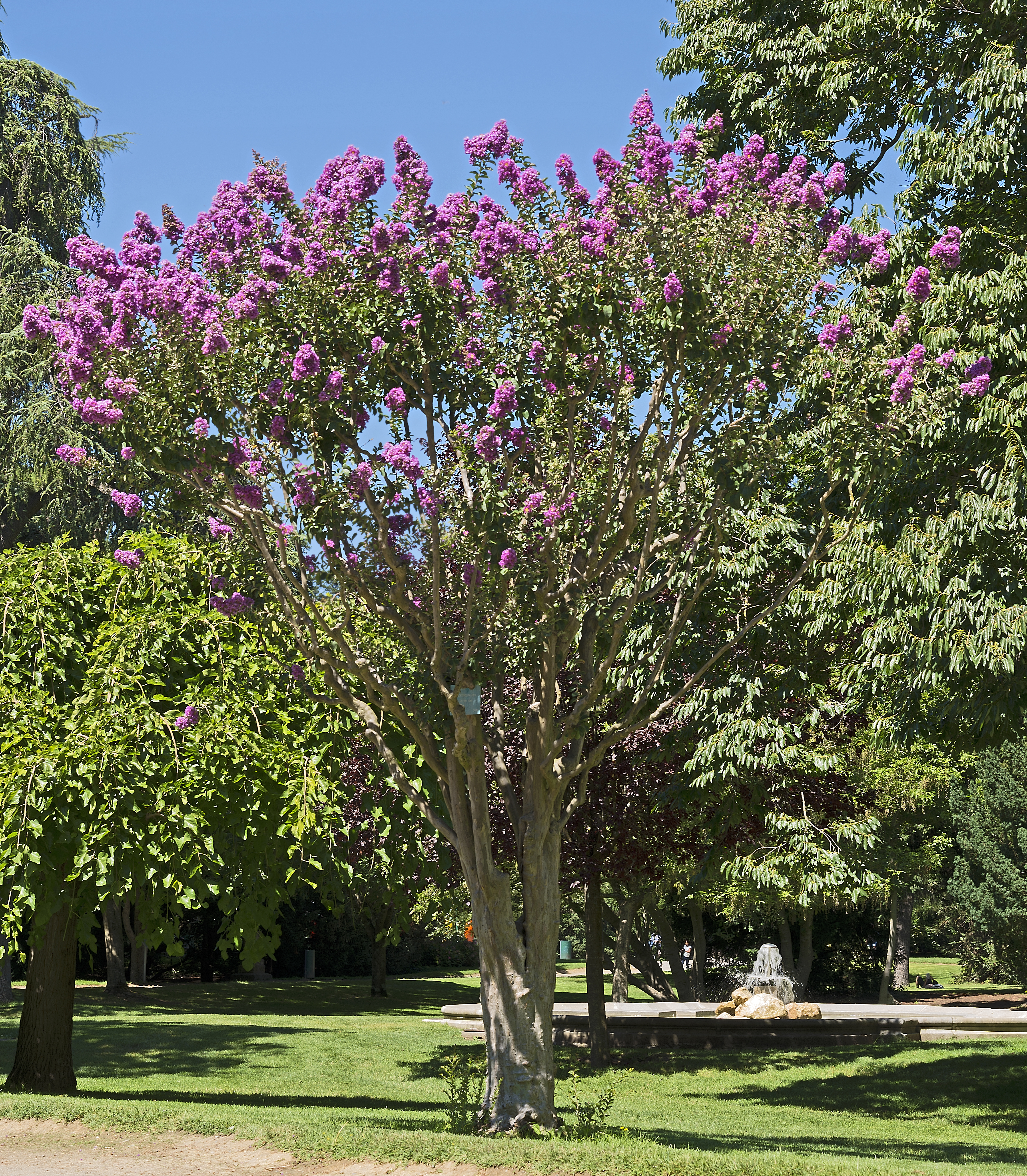
Lagerstroemia indica
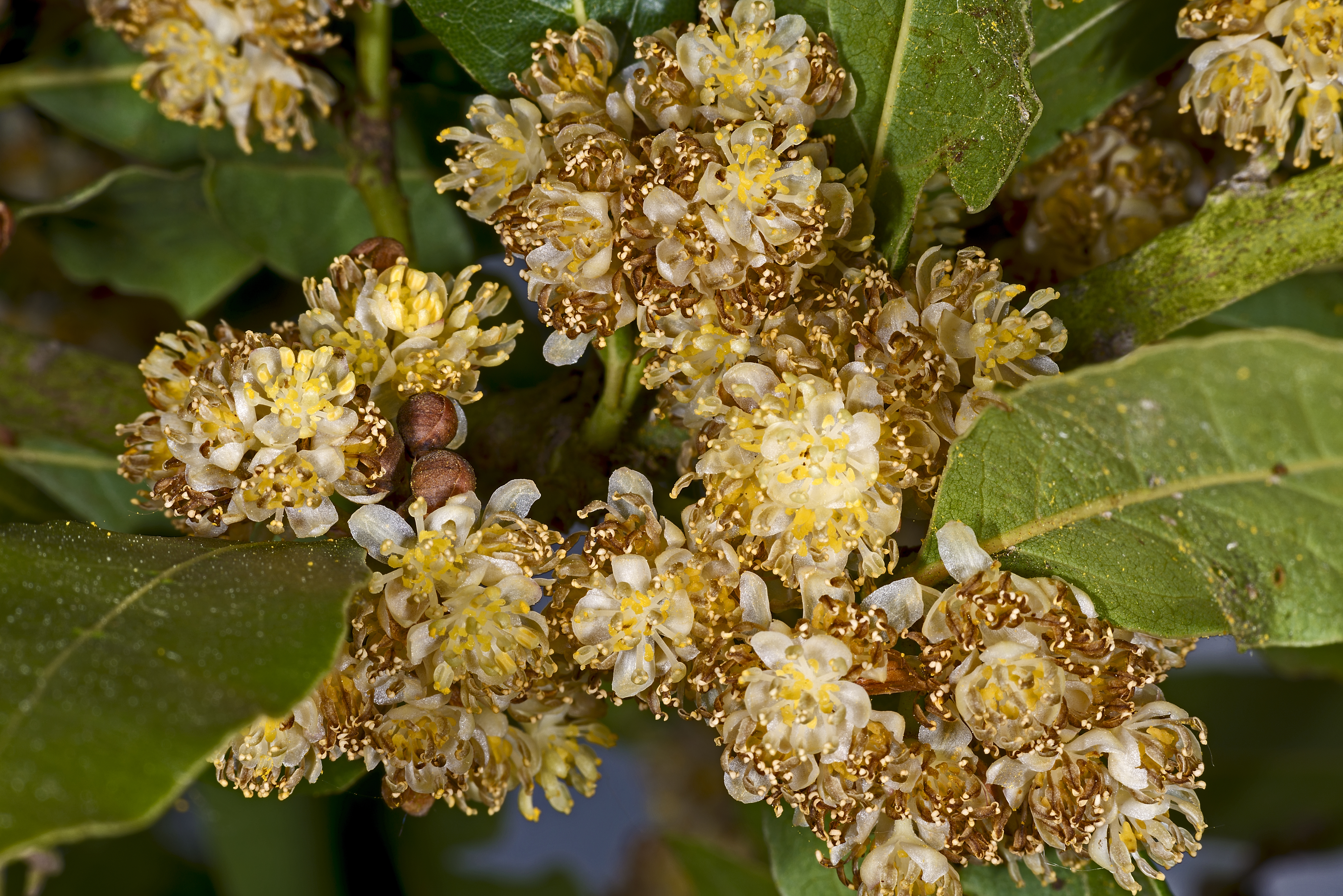
Laurus nobilis
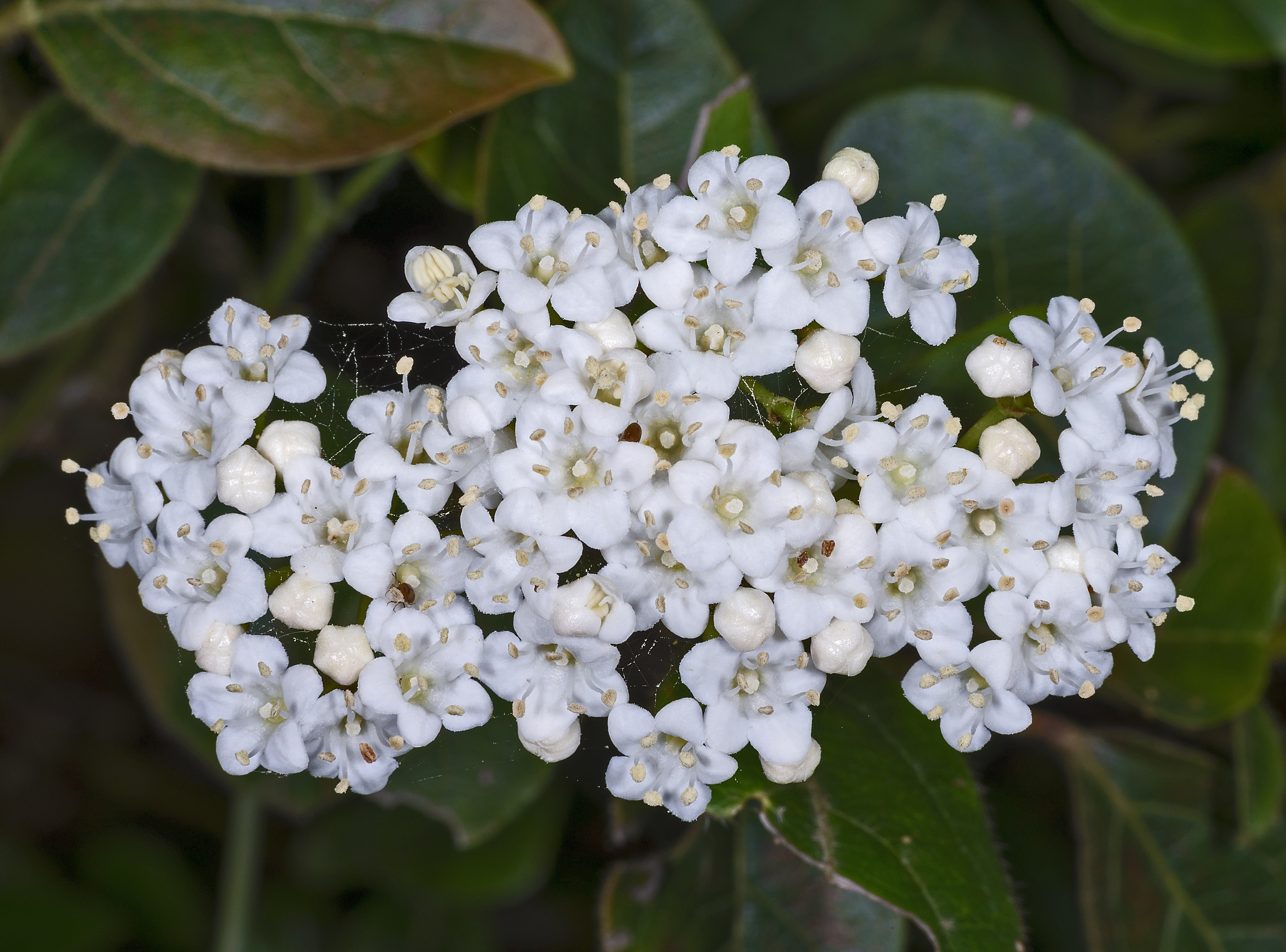
Viburnum tinus
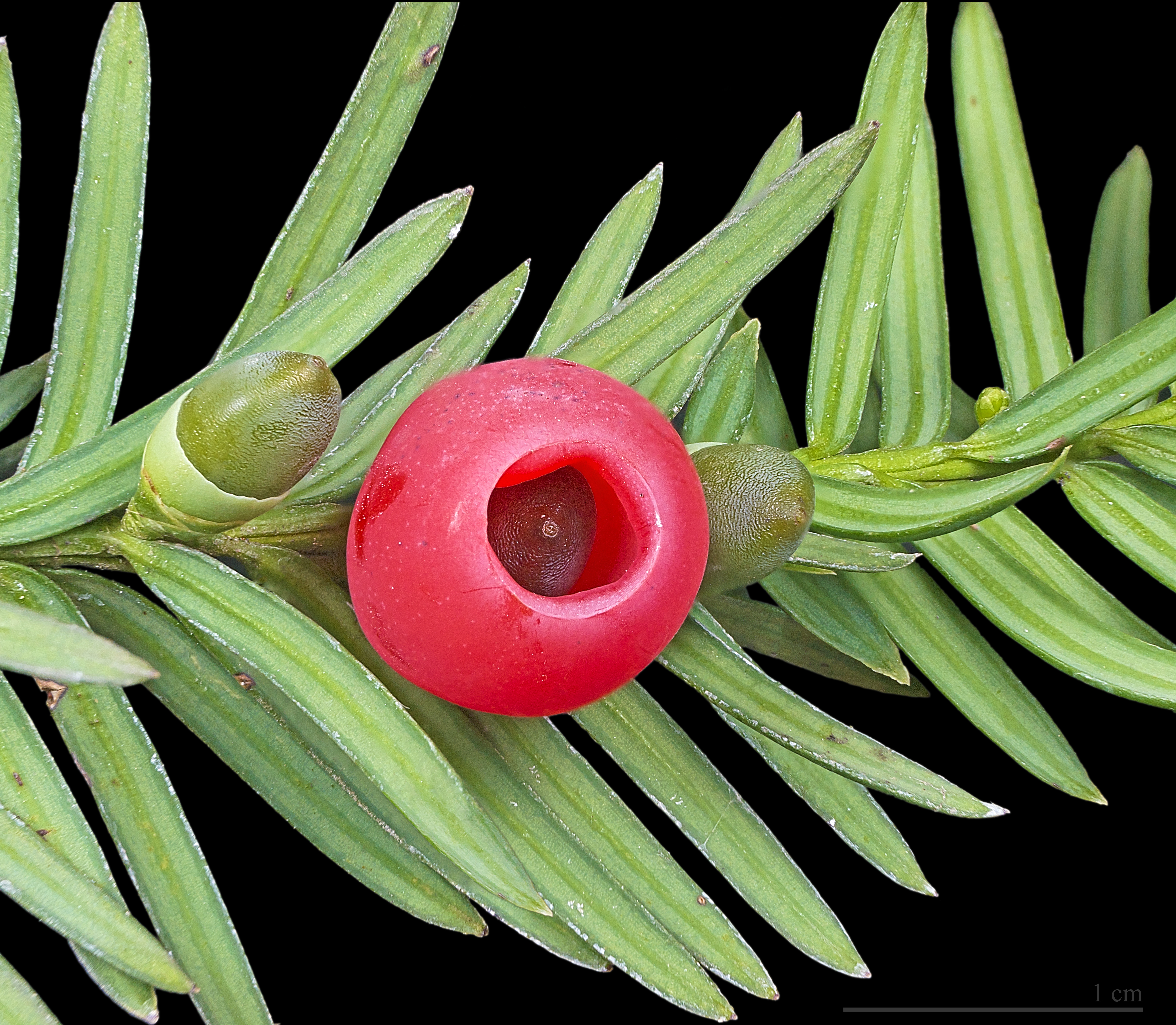
Taxus baccata